# Matale
Matale er en by i det centrale Sri Lanka, med et indbyggertal (pr. 2001) på cirka 36.000. Byen er hovedstad i et distrikt af samme navn, og ligger 26 kilometer nord for storbyen Kandy.